# Jonzier-Épagny
Jonzier-Épagny ist eine französische Gemeinde im Département Haute-Savoie in der Region Auvergne-Rhône-Alpes.

## Geographie
Jonzier-Épagny liegt auf 621 m, etwa 21 Kilometer nordnordwestlich der Stadt Annecy (Luftlinie). Die Doppelgemeinde erstreckt sich an einem nach Süden geneigten Hang im Quellgebiet des Fornant, am Fuß der Montagne de Sion und östlich der Montagne de Vuache, im Genevois.
Die Fläche des 7,16 km² großen Gemeindegebiets umfasst einen Abschnitt des Genevois. Der Hauptteil des Gebietes wird von der Talmulde des Fornant (rechter Seitenbach des Usses) und von seinem Quellbach Flon eingenommen. Nach Norden erstreckt sich das Gemeindeareal bis auf den breiten Höhenrücken der Montagne de Sion. Hier wird mit 733 m die höchste Erhebung von Jonzier-Épagny erreicht.
Die Gemeinde besteht aus folgenden Ortsteilen: 
- Jonzier (621 m) am Südhang der Montagne de Sion
- Épagny (615 m) am Südhang der Montagne de Sion
- Vigny (690 m) auf dem Höhenrücken der Montagne de Sion

Nachbargemeinden von Jonzier-Épagny sind Dingy-en-Vuache, Chênex und Vers im Norden, Minzier im Osten und Süden sowie Savigny im Westen.

## Geschichte
Jonzier wird im 15. Jahrhundert erstmals urkundlich erwähnt. Der Ortsname leitet sich vom gallorömischen Geschlechtsnamen Iucundius ab und bedeutet Landgut des Iucundius. Im Jahre 1866 fusionierte Jonzier mit dem benachbarten Épagny zur heutigen Doppelgemeinde.

## Sehenswürdigkeiten
Die in Jonzier stehende Dorfkirche stammt aus dem 19. Jahrhundert.

## Bevölkerung
| Jahr                       | 1962 | 1968 | 1975 | 1982 | 1990 | 1999 |
| Einwohner                  | 298  | 275  | 248  | 265  | 401  | 511  |
| Quellen: Cassini und INSEE |      |      |      |      |      |      |

Mit 889 Einwohnern (Stand 1. Januar 2022) gehört Jonzier-Épagny zu den kleinen Gemeinden des Département Haute-Savoie. Im Verlauf des 20. Jahrhunderts nahm die Einwohnerzahl aufgrund starker Abwanderung kontinuierlich ab (1901 wurden in Jonzier-Épagny noch 435 Einwohner gezählt). Seit Beginn der 1980er Jahre wurde jedoch wieder eine deutliche Bevölkerungszunahme verzeichnet.

## Wirtschaft und Infrastruktur
Jonzier-Épagny ist noch heute ein vorwiegend durch die Landwirtschaft geprägtes Dorf. Daneben gibt es einige Betriebe des lokalen Kleingewerbes. Zahlreiche Erwerbstätige sind Wegpendler, die in den größeren Ortschaften der Umgebung sowie im Raum Annecy und Genf-Annemasse ihrer Arbeit nachgehen.
Die Ortschaft ist verkehrsmäßig recht gut erschlossen. Sie liegt an der Departementsstraße D992, die von Saint-Julien-en-Genevois nach Frangy führt. Weitere Straßenverbindungen bestehen mit Vulbens und Minzier. Der nächste Anschluss an die Autobahn A40 befindet sich in einer Entfernung von rund 12 km.